# Frank Bennett (acteur)
(en) Vazzana, Eugene M., Silent Film Necrology, 2001 (ISBN 0-7864-1059-0), (2nd ed.). pp. 559–560.
Pour les articles homonymes, voir Frank Bennett (homonymie) et Bennett.
Frank Bennett est un acteur américain du cinéma muet, né le 15 septembre 1890 à Bakersfield, en Californie, et mort le 29 avril 1957 à Warren Township (New Jersey).
Bennett apparaît dans 67 films muets entre 1912 et 1919, le plus célèbre d'entre eux étant Intolérance de D. W. Griffith, dans lequel il incarne le roi de France Charles IX.

## Biographie

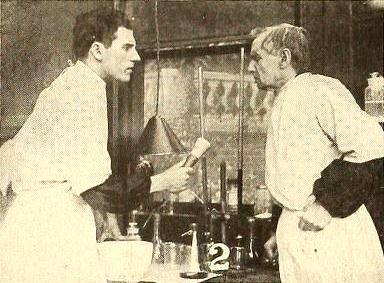
Bennett (à gauche) avec Thomas Jefferson, dans The Old Chemist (1915).

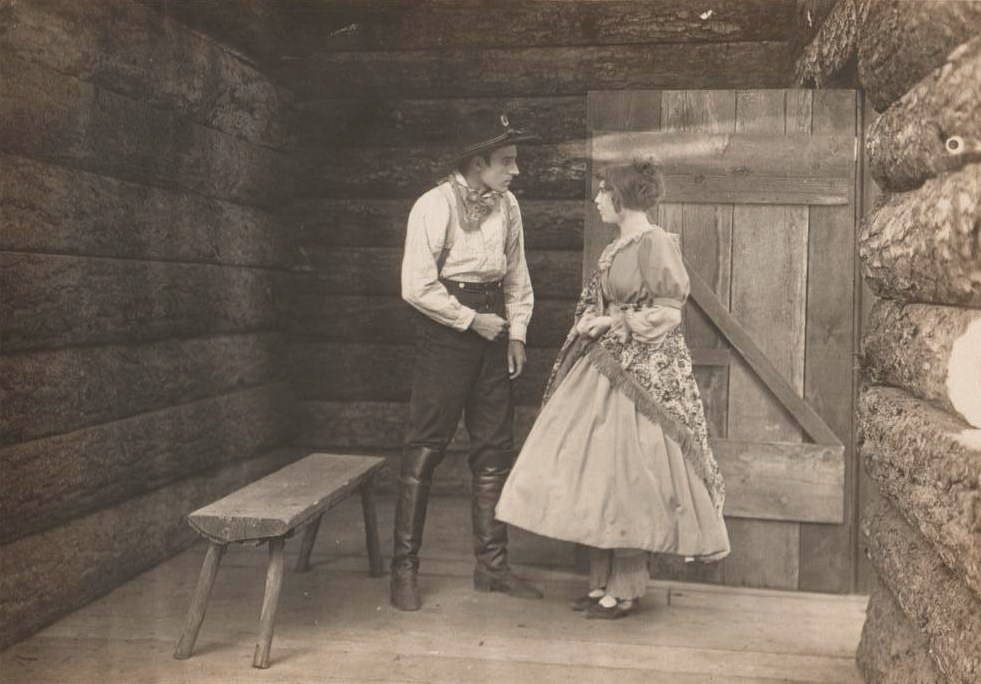
Avec Dorothy Gish, dans The Little Yank (1917).

Bennett fut marié à l'actrice Billie West.

## Filmographie partielle
- 1914 : The Song of the Shore (réalisateur inconnu) : Emiel Kraumpf
- 1915 : Wolves of Society de Frank Lloyd : Richard Dare
- 1915 : The Fencing Master de Raoul Walsh : Claude, le neveu de La Rogue
- 1915 : The Old Chemist (réalisateur inconnu) : Frank Barker
- 1916 : The Two O'Clock Train de Edward Dillon : Le chef de rayon
- 1916 : Terrible adversaire (Reggie Mixes In) de Christy Cabanne
- 1916 : Intolérance (Intolerance : Love's Struggle Throughout the Ages) de D. W. Griffith (époque St-Barthélémy) : Charles IX
- 1917 : Stagestruck de Edward Morrissey : Jack Martin
- 1917 : Her Official Fathers de Elmer Clifton et Joseph Henabery : Steven Peabody
- 1919 : The Man Who Stayed at Home de Herbert Blaché : Carl Sanderson